# 류드밀라 리트비노바
류드밀라 아나톨리예프나 리트비노바(러시아어: Людмила Анатольевна Литвинова, 1985년 6월 8일 ~ )는 러시아의 육상 선수이다.
리트비노바는 2008년 베이징 하계 올림픽 여자 1600m 계주에서 은메달을 획득했다.

## 인물 정보
류드밀라 리트비노바는 리페츠크에서 태어나서 자랐다.
리트비노프는 2007년에 국가 대표팀에 발탁되었다. 그녀는 2007년 러시아 선수권 대회 400m에서 3위를 했다. 같은 시즌에 그녀는 유럽 선수권 대회에서 금메달을 획득했다. 그녀는 2007년 세계 선수권 대회 1600m 계주에서 4위를 했다.
리트비노바는 2008년 베이징 올림픽 1600m 계주에서 은메달을 획득했다.
2009년 8월 28일에 류드밀라 리트비노바는 러시아의 육상 선수 알렉세이 코센코프와 결혼했다.